# Drăgușeni (Suceava)
Pour les articles homonymes, voir Drăgușeni.
Drăgușeni est une commune du județ de Suceava en Roumanie.